# Sudans delstater

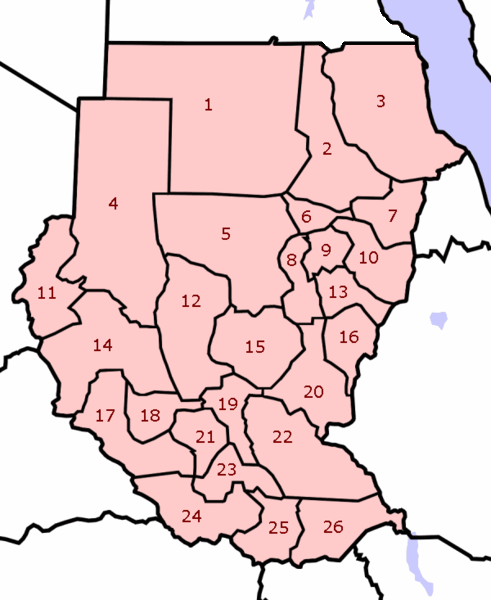

Sudan är indelat i 15 delstater (wilayat) sedan Sydsudan blev självständigt 2011. Numren i tabellen här nedan motsvaras av de på kartan (som även omfattar de delstater som sedan 9 juli 2011 ingår i Sydsudan).
Nr 12. Gharb Kourdoufan avskaffades 2006. Området delades mellan staterna Södra Kordofan (nr 15) och Norra Kordofan (nr 5).
| Nr | Delstat          | Huvudstad            | Yta (km) | Invånare  |
| -- | ---------------- | -------------------- | -------- | --------- |
| 1  | ash-Shamaliyya   | Dunqula              | 296 420  | 600 000   |
| 2  | Nahr an-Nil      | Al-Damar             | 122 123  | 900 000   |
| 3  | al-Bahr al-Ahmar | Port-Soudan (Suakin) | 218 887  | 700 000   |
| 4  | Norra Darfur     | El Fasher            | 296 420  | 1 400 000 |
| 5  | Norra Kordofan   | Al-Obeid             | 185 302  | 1 400 000 |
| 6  | Khartoum         | Khartoum             | 22 142   | 4 700 000 |
| 7  | Kassala          | Kassala              | 36 710   | 1 400 000 |
| 8  | An-Nil al-Abyad  | Rabak                | 30 411   | 1 400 000 |
| 9  | al-Jazira        | Wad Medani           | 23 373   | 3 300 000 |
| 10 | Al Qadarif       | Gedarif              | 75 263   | 1 400 000 |
| 11 | Västra Darfur    | Geneina              | 79 460   | 1 500 000 |
| 12 | Gharb Kourdoufan | Al-Fula              | 111 373  | 1 100 000 |
| 13 | Sennar(Sannar)   | Sinja                | 37 844   | 1 100 000 |
| 14 | Södra Darfur     | Nyala                | 127 300  | 2 700 000 |
| 15 | Södra Kordofan   | Kadugli              | 79 470   | 1 111 859 |
| 16 | an-Nil al-Azraq  | Al-Damazin           | 45 844   | 600 000   |

## Historisk indelning
Före delningen av Sudan ingick även följande stater som nu ingår i Sydsudan.
| Nr | Delstat                 | Huvudstad | Yta (km) | Invånare  |
| -- | ----------------------- | --------- | -------- | --------- |
| 17 | Gharb Bahr al-Ghazal    | Wau       | 93 900   | 1 467 870 |
| 18 | Shamal Bahr al-Ghazal   | Awil      | 33 558   | 826 646   |
| 19 | Al-Wahdah               | Bantio    | 35 956   | 175 000   |
| 20 | A'ali an-Nil            | Malakal   | 77 773   | 1 300 000 |
| 21 | Warab                   | Warap     | 31 027   | 999 785   |
| 22 | Junqali                 | Bor       | 122 479  | 800 000   |
| 23 | al-Buhayrat             | Rumbek    | 40 235   | 350 000   |
| 24 | Gharb al-Istiwa'iyya    | Yambio    | 79 319   | 360 000   |
| 25 | al-Istiwa'iyya al-Wusta | Juba      | 22 956   |           |
| 26 | Sharq al-Istiwa'iyya    | Kapoita   | 82 542   | 225 872   |